# Gebel Dalma
Gebel Dalma è un cratere d'impatto situato nella Libia. Il suo diametro misura circa 2 km e la sua età è stimata a meno di 120 milioni di anni (periodo Cretaceo). Il cratere è noto anche come BP Structure, visto che venne scoperto dai geologi della British Petroleum.
Il cratere affiora in superficie.